# Frederick Seaman
Frederick Stephen Seaman (ur. 2 stycznia 1906 w Allahabadzie, zm. 21 września 2000 w Hershey) – indyjski hokeista na trawie. Złoty medalista olimpijski z Amsterdamu.
Zawody w 1928 były jego jedynymi igrzyskami olimpijskimi. W turnieju wystąpił w pięciu spotkaniach strzelając trzy gole.